# Ritmo bruckneriano

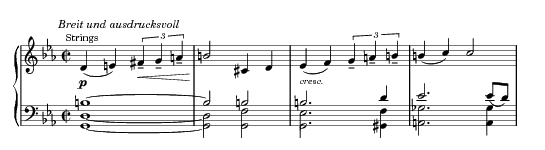
Inizio del secondo tema del primo movimento della sinfonia n. 8, il ritmo bruckneriano è riconoscibile nella prima e terza battuta

Il ritmo bruckneriano è una cellula ritmica consistente nella giustapposizione di una duina e una terzina, ricorrente nella musica sinfonica di Anton Bruckner.
Un esempio è nel primo tema della sinfonia n. 4, a partire da battuta 43:
Bruckner ha talvolta usato la cellula ritmica senza melodia, su una singola nota, come nella sinfonia n. 2 (es. battute 20 e 122). Nella sinfonia n. 6 la cellula viene usata su più larga scala rispetto alle composizioni precedenti. Appare inizialmente in un ostinato dei violini (battuta 3), mentre a battuta 195 - 209 è usata per articolare un passaggio di accordi.